# グウィネス・ホーダー＝ペイトン
グウィネス・ホーダー＝ペイトン（Gwyneth Horder-Payton）は、アメリカ合衆国の映画・テレビ監督である。
1980年代後半より助監督として活動し、『パシフィック・ハイツ』、『ドアーズ』、『レイジング・ケイン』、『アイ・ラブ・トラブル』、『奇跡の旅2/サンフランシスコの大冒険』など多くの映画に参加した。
2006年にFXのテレビドラマ『ザ・シールド ルール無用の警察バッジ』で監督デビューする。他にテレビシリーズでは『The Riches』、『BIONIC WOMAN バイオニック・ウーマン』、『My Own Worst Enemy』、『FRINGE』、『GALACTICA/ギャラクティカ』、『クリミナル・マインド FBI行動分析課』、『ザ・ユニット 米軍極秘部隊』、『コールドケース 迷宮事件簿』、『NUMBERS 天才数学者の事件ファイル』、『ブルーブラッド 〜NYPD家族の絆〜』、『サンズ・オブ・アナーキー』、『ウォーキング・デッド』、『THE KILLING 〜闇に眠る美少女』、『ワンス・アポン・ア・タイム』、『アメリカン・ホラー・ストーリー：体験談』、『フュード／確執 ベティ vs ジョーン』などを手掛けている。